# Limnophila alpica
Limnophila alpica là một loài ruồi trong họ Limoniidae. Chúng phân bố ở miền Australasia.